# Anthela callixantha
Anthela callixantha is een vlinder uit de familie van de Anthelidae. De wetenschappelijke naam van de soort is voor het eerst geldig gepubliceerd in 1902 door Lucas.